# Пилигрим (телесериал)
«Пилигрим» (нем. Die Pilgerin) — немецкий исторический мини-сериал, состоящий из двух серий. Снят по мотивам одноименного романа Ины Клоке и Эльмара Волрата, пишущих под общим псевдонимом Ины Лоренц (нем.).

## Сюжет
Действие разворачивается в Западной Европе в 1368 году.
Главная героиня — независимая девушка по имени Тилла, дочь богатого купца Экхарда Виллингера из Треммлингена, пригорода вольного имперского города Ульма в Швабии (современная земля Баден-Вюртемберг), прославившегося в XIV—XV веках в качестве центра производства тканей. Перед смертью тяжело больной отец Тиллы хочет сделать её наследницей своего состояния и просит похоронить его сердце в испанском городе Сантьяго-де-Компостела, однако брат Тиллы, честолюбивый Отфрид, недовольный решением отца, душит умирающего подушкой и сам становится наследником.
Тилла под давлением брата вынуждена выйти замуж за его партнера — отвратительного Вайта Гётлера, намного старше её. В первую брачную ночь Вайт неожиданно умирает от сердечного приступа, и Тилла убегает из его дома, украв брачный контракт, который доказывает её статус вдовы и освобождает от опеки брата. Гётлеры, считающие её виновной в смерти супруга, вместе с Отфридом организуют за ней погоню, отправив по её следу внебрачного сына Гётлера Ригоберта.
Тилла извлекает из тела отца сердце и, притворившись мужчиной, отправляется вместе с пилигримами в Сантьяго-де-Компостела. Это долгое и трудное путешествие кардинально меняет характер героини, которой на пути к святому городу предстоит встретить немало опасностей в Альпах, Пиренеях и французских землях, охваченных Столетней войной…

## В ролях
- Йозефина Пройс (Josefine Preuß) — Тилла Виллингер
- Якоб Маченц (Jacob Matschenz) — Себастьян Лаукс
- Фолькер Брух (Volker Bruch) — Отфрид Виллингер
- Фридрих фон Тун (Friedrich von Thun) — Коломан Лаукс
- Дитмар Бар (Dietmar Bär) — Вейт Гётлер
- Себастьян Хюльк (Sebastian Hülk) — Ригоберт Гётлер
- Лукас Грегорович (Lucas Gregorowicz) — Эрмер
- Рёланд Визнеккер (Roeland Wiesnekker) — Амброс
- Томас Лемаркус (Tómas Lemarquis) — Сепп
- Свен Пиппиг (Sven Pippig) — Дитер
- Карло Льюбек (Carlo Ljubek) — Манфред
- Лаура Де Бур (Laura de Boer) — Фелиция из Беарна
- Лоре Рихтер (Lore Richter) — Илга
- Коринна Кирчхофф (Corinna Kirchhoff) — Эльза
- Уве Пройсс (Uwe Preuss) — Экхард Виллингер
- Мюриэль Уиммер (Muriel Wimmer) — Радегюнда Гётлер

## Награды и номинации
| Нью-Йоркский кинофестиваль | 2015 | Лучший мини-сериал       | Серебряная медаль |
| Jupiter Award              | 2015 | Лучший немецкий ТВ фильм | Номинация         |